# 형성의 소
형성의 소(形成의 訴, Gestaltungsklage)는 민사소송법상 소송의 한 종류로 법률관계의 변동을 일으키는 일정한 법률요건(형성권)의 존재를 주장하여 그 변동을 선언하는 판결을 구하는 소이다. 형성의 소는 법률에 명문의 규정이 있는 경우에 한하여 인정되는 것이고 법률상의 근거가 없는 경우에는 허용될 수 없다.형성의 소의 기판력에 있어서 청구기각판결은 형성소권의 부존재를 확정하는 확인판결의 효력을 가진다. 청구인용판결은 법률관계를 발생·변경·소멸시키는 형성력을 가진다.

## 종류

### 실체법상 형성의 소
- 가사소송
- 회사관계 소송(주주총회결의 취소의 소)
- 채권자취소소송(민법 제406조)
- 항고소송
- 선거무효·당선 무효의 소
- 위헌제청(헌재 제47조)
- 헌법소원(헌재 제68조)

### 소송상 형성의 소
- 재심의 소(제451조)
- 준재심의 소(제461 조)
- 정기금판결에 대한 변경의 소(제252조)
- 제권판결에 대한 불복의 소(제490조)
- 청구이의의 소(민집 제44조)
- 제3자 이의의 소(민집 제48조)

### 형식적 형성의 소
- 경계확정의 소[3]
- 공유물 분할청구(민법 제2689조)
- 父를 정하는 소(민법 제845조, 가사소송법 제27조)
- 법정지상권이 성립한 경우 그 지료를 결정하는 소 (대법원 2001.3.13, 99다17142)

## 판례
- 조합의 이사장 및 이사가 조합업무에 관하여 위법행위 및 정관위배행위 등을 하였다는이유로 그 해임을 청구하는 소송은 형성의 소에 해당하는데, 이를 제기할 수 있는 법적근거가 없으므로, 조합의 이사장 및 이사 직무집행정지 가처분은 허용될 수 없다.[4]

- 학교법인 이사장에 대하여 불법행위를 이유로 그 해임을 청구하는 소송은 형성의 소에 해당하는 바, 이를 허용하는 법적 근거가 없으므로 이를 피보전권리로 하는 이사장에 대한 직무집행정지 및 직무집행대행자 선임의 가처분은 허용되지 않는다.[5]